# Сент-Мари-де-ла-Мер (кантон)
Сент-Мари-де-ла-Мер (фр. Saintes-Maries-de-la-Mer) — кантон во Франции, находится в регионе Прованс — Альпы — Лазурный Берег, департамент Буш-дю-Рон. Входит в состав округа Арль.
Код INSEE кантона — 1330. В кантон Сент-Мари-де-ла-Мер входит одна коммуна — Сент-Мари-де-ла-Мер.
Население кантона на 2008 год составляло 2294 человека.